# Petroliera T2
La petroliera T2, o più semplicemente T2, è stata una nave per il trasporto di petrolio e suoi derivati, progettata e realizzata negli Stati Uniti durante la seconda guerra mondiale.

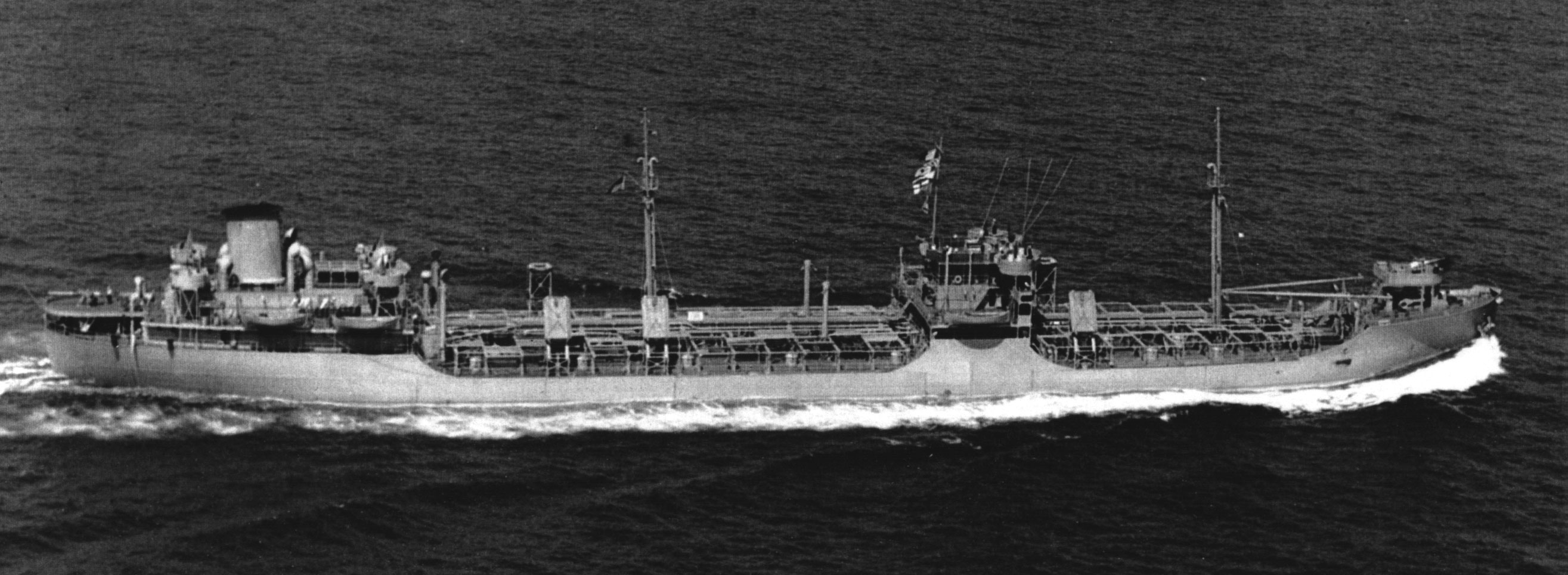
Una petroliera T2

Le petroliere T2 avevano per l'epoca delle dimensioni rilevanti, superate solo dalle petroliere T3, che però furono costruite solo in cinque esemplari. 500 furono le T2 costruite tra il 1940 e il 1945, molte delle quali furono utilizzate per decenni dopo la fine della guerra. Come altre navi realizzate in questo periodo, andarono incontro a problemi di sicurezza: dopo che nel 1952 due T2 - la SS Pendleton e la SS Fort Mercer - andarono perdute a distanza di poche ore spezzandosi in due tronconi (l'equipaggio della Pendleton venne tratto in salvo da una difficilissima e storica operazione condotta dal marinaio Bernard Webber a bordo di una motovedetta CG 36500), lo U.S. Coast Guard Marine Board of Investigation dichiarò che queste petroliere erano inclini a spezzarsi in acque fredde, pertanto vennero aggiunte alla struttura della nave delle strisce di acciaio. Le inchieste tecniche attribuirono inizialmente la tendenza delle navi a spezzarsi alle scarse tecniche di saldatura. In seguito venne stabilito che, durante la guerra, l'acciaio utilizzato per la loro costruzione aveva un contenuto di zolfo troppo elevato, che lo rendeva fragile alle basse temperature.

## Sviluppo

### La T2
Il progetto della T2 venne formalizzato dalla United States Maritime Commission come tipologia di petroliera per la Difesa Nazionale di medie dimensioni. La nave veniva costruita per il servizio commerciale ma in caso di conflitto poteva essere utilizzata come nave militare inserita nella flotta ausiliaria. La Commissione si faceva carico della differenza dei costi aggiuntivi dovuti all'inserimento di tutte le caratteristiche necessarie per l'impiego militare della nave e che andavano oltre i normali standard commerciali.
Il modello T2 venne basato su due navi costruite nel 1938-1939 dai cantieri Bethlehem Steel per la Socony-Vacuum Oil Company. Le due navi, Mobifuel e Mobilube, differivano dalle altre navi Mobil principalmente per l'installazione di un motore più potente che poteva garantire una maggiore velocità. La T2 standard aveva una lunghezza totale di 152,9 m (501 ft 6 in) e una larghezza massima di 20,7 m (68 ft). La stazza era di 8.981 tonnellate ed aveva una portata lorda di 16.104 tonnellate. Il dislocamento totale standard di una T2 si aggirava intorno alle 19.141 tonnellate.
Le sue turbine a vapore fornivano 8.900 kW (12.000 hp) ed azionavano un'elica singola che poteva spingere la nave fino ad una velocità di 16 nodi.
In totale ne sono state costruite sei utilizzate per l'impiego commerciale presso i cantieri Bethlehem-Sparrows Point Shipyard che avevano sede in Maryland. Subito dopo l'attacco a Pearl Harbor le navi sono state prese in carico dalla U.S. Navy dove vennero riunite nella classe Kennebec.

### La T2-A
La società Keystone Tankships ordinò nel 1940 la costruzione di cinque cisterne che vennero realizzate presso i cantieri Sun Shipbuilding & Drydock di Chester, Pennsylvania. Erano basate sul progetto delle T2 ma erano più lunghe ed una maggiore capacità di trasporto. La Commissione designò queste navi come T2-A.
Avevano una lunghezza di 160,3 m (526 ft) ed un dislocamento di 20.361 tonnellate. La stazza era di 9.616 tonnellate con una portata lorda di 14.787 tonnellate. Raggiungevano una velocità di 16,5 nodi e furono tutte requisite dalla Marina durante la guerra. Furono trasformate in petroliere per la flotta come classe Mattaponi.

### La T2-SE-A1
La T2-SE-A1 costituiva la tipologia più popolare delle petroliere T2. Questa versione era nata come progetto di una nave destinata all'impiego commerciale. La loro costruzione avvenne a partire dal 1940 presso i cantieri Sun Shipbuilding Company per la Standard Oil Company  del New Jersey. Aveva una lunghezza di 159,4 (523 ft) e una larghezza di 20,7 m (68 ft). La stazza era di 9.478 tonnellate e una portata lorda di 15.071 tonnellate. Il loro sistema di propulsione era turbo-elettrico che forniva 6.000 hp (4.474 kW) all'albero con la potenza massima raggiungibile di 5.400 kW (7.240 hp). La velocità massima era di 15 nodi con una autonomia di 12.600 miglia. Dopo Pearl Harbor la Commissione ordinò la costruzione in massa di questo modello con il quale rifornire tutte le unità da guerra che allora erano in costruzione.
Ne sono state costruite 481 in un tempo relativamente breve nei cantieri  Alabama Drydock and Shipbuilding Company di Mobile, Alabama, i cantieri Swan Island Yard della Kaiser Company di Portland, Oregon, nei cantieri della Marinship Corp di Sausalito, California e nei cantieri  Sun Shipbuilding and Drydock Company di Chester, Pennsylvania. Il tempo medio di costruzione di una di queste navi, dalla posa della chiglia al completamento, era di 70 giorni. Il record di velocità di costruzione è stato quello della SS Huntington Hills che era pronta per le prove in mare dopo soli 33 giorni in cantiere.

### Le T2-SE-A2 e -A3
La T2-SE-A2 era una versione costruita solo nei cantieri Marinship di Sausalito. Era una copia quasi identica della T2-SE-A1 dalla quale differiva solo per la potenza del motore che era di 7.500 kW (10.000 hp) invece che di 7.240 hp (5.400 kW).
La T2-SE-A3 era una -A2 costruita però fin dall'inizio come rifornitore di flotta piuttosto che modificata per tale compito come molte altre A2.

### T3-S-A1
La versione T3-S-A1, nonostante la sua denominazione che può creare confusione, venne costruita nei cantieri Bethlehem Sparrows Point per la Standard Oil del New Jersey. Erano identiche alle T2 originali, tranne che per la minore potenza del motore che era di 5.742 kW (7.700 hp). Ne vennero ordinate venticinque unità delle quali cinque furono utilizzate dalla Marina che le riunì nella classe Chiwawa.

## Naufragi
Unità T2 perdute:
- SS Cedar Mills (1945)
- SS Pendleton (1952)
- SS Fort Mercer (1952)
- SS Marine Sulphur Queen (1963)
- SS Gulfstag (1966)
- SS Nicholas C. (1975)
- SS Sylvia L. Ossa (1976)
- SS Marine Electric (1983)